# فوقس كلالي
فوقس كلالي (الاسم العلمي: Pelvetia calaliculata) هو نوع من الطلائعيات يتبع جنس ال0 من فصيلة الفوقسية.